# Ribston Pepping
Ribston Pepping (auch Ribston Pippin) auch Goldrabau, Englische Granatrenette, Travers Renette, Glory of York oder Nonpareille d’Angleterre ist eine zu den Renetten gehörende alte Sorte des Kulturapfels (Malus domestica), die bereits 1708 auf den zum Schloss Ribston bei Knaresborough in Yorkshire gehörenden Ländereien als Zufallssämling (angeblich aus einem von drei aus der Normandie erhaltenen Apfelkernen) entstand und von dort weiterverbreitet wurde. Mittels molekulargenetischer Analysen wurden als Elternsorten inzwischen Margil und Nonsuch Park identifiziert. 

## Frucht
Die gleichmäßig geformte Frucht ist mittelgroß (ca. 5–6 cm hoch und 6–7 cm breit), hat eine trockene (nicht fettige) Schale mit zunächst grüngelber, bei zunehmender Reife blass-goldgelber Grundfarbe und roter, gestreifter Deckfarbe. Das gelbweiße Fruchtfleisch ist zunächst fest, wird aber mit zunehmender Reife mürbe und ist saftig und mit einem süßen und aromatischen Geschmack.
Ribston Pepping ist ein Winterapfel, er ist Mitte bis Ende Oktober pflückreif und ab Dezember bis Februar/März genussreif.

## Baum
Der mittelstark wachsende Baum bildet schnell breite Kronen aus und ist für alle Erziehungsformen geeignet. Bezüglich des Standortes stellt er hohe Ansprüche – er verlangt einen nährstoffreichen und tiefgründigen Boden und bevorzugt Küstenklima mit hoher Luftfeuchtigkeit und milden Wintern. Seine hohen Standortansprüche führen dazu, dass er im Erwerbsanbau kaum zu finden ist. Zudem ist er anfällig für Mehltau.
Die triploide Sorte ist ein schlechter Pollenspender.

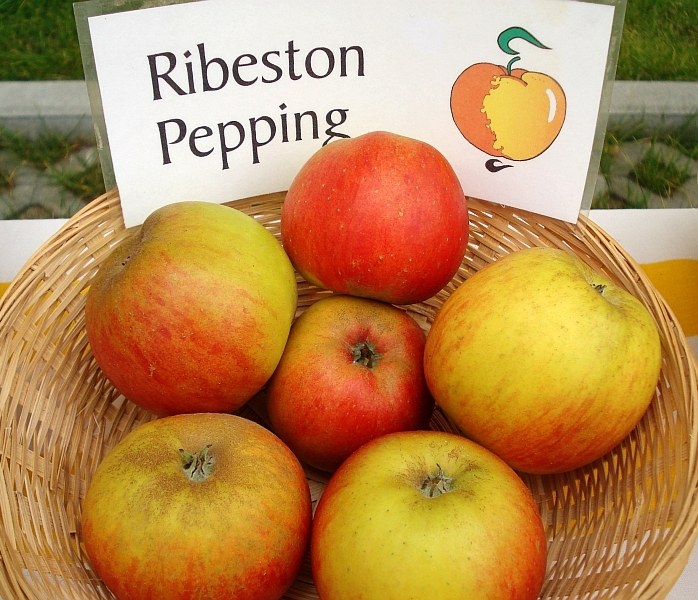
Sortenkorb mit Exemplaren des Rib(e)ston Pepping
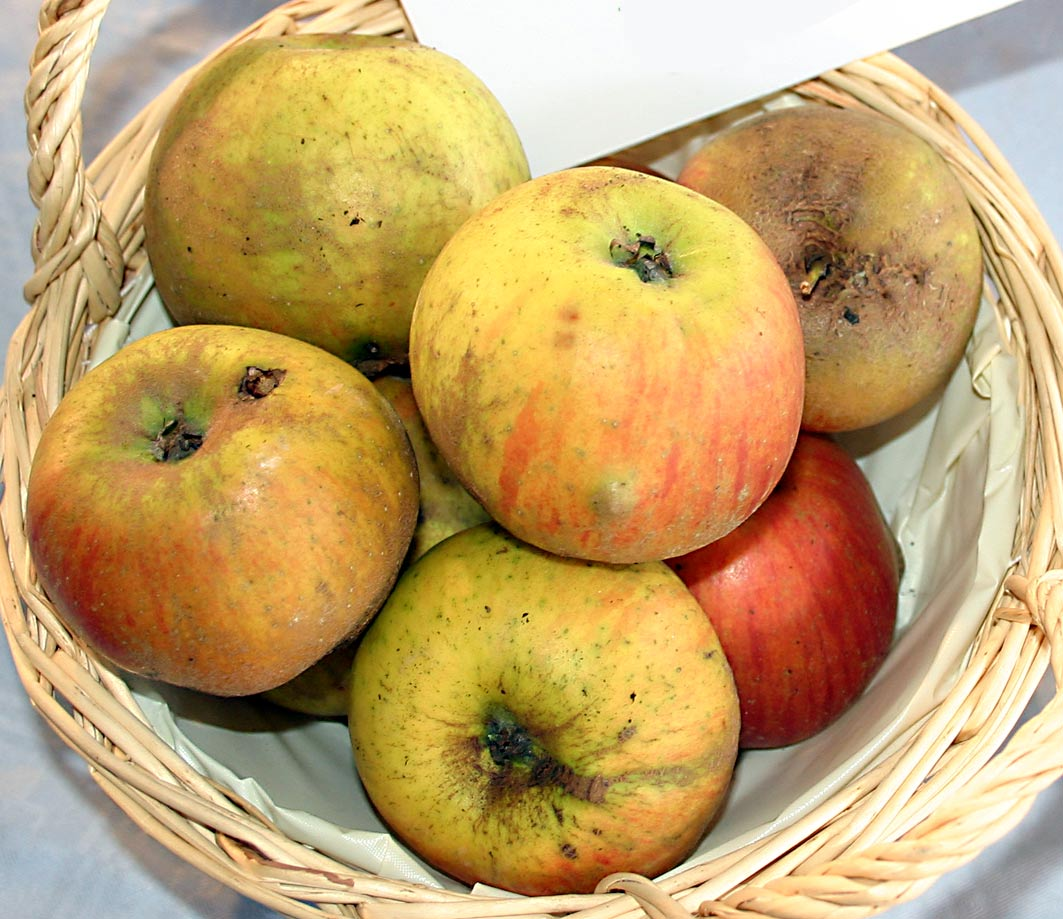
Ein Korb Äpfel der Sorte Ribston Pepping
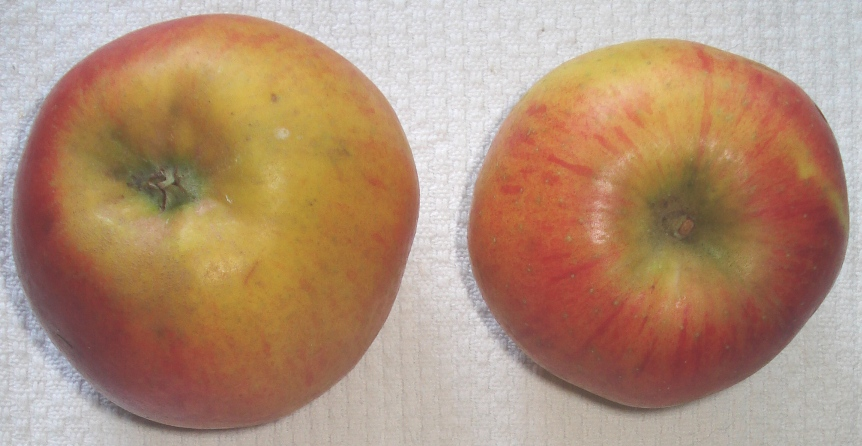
Früchte des Ribston Pepping
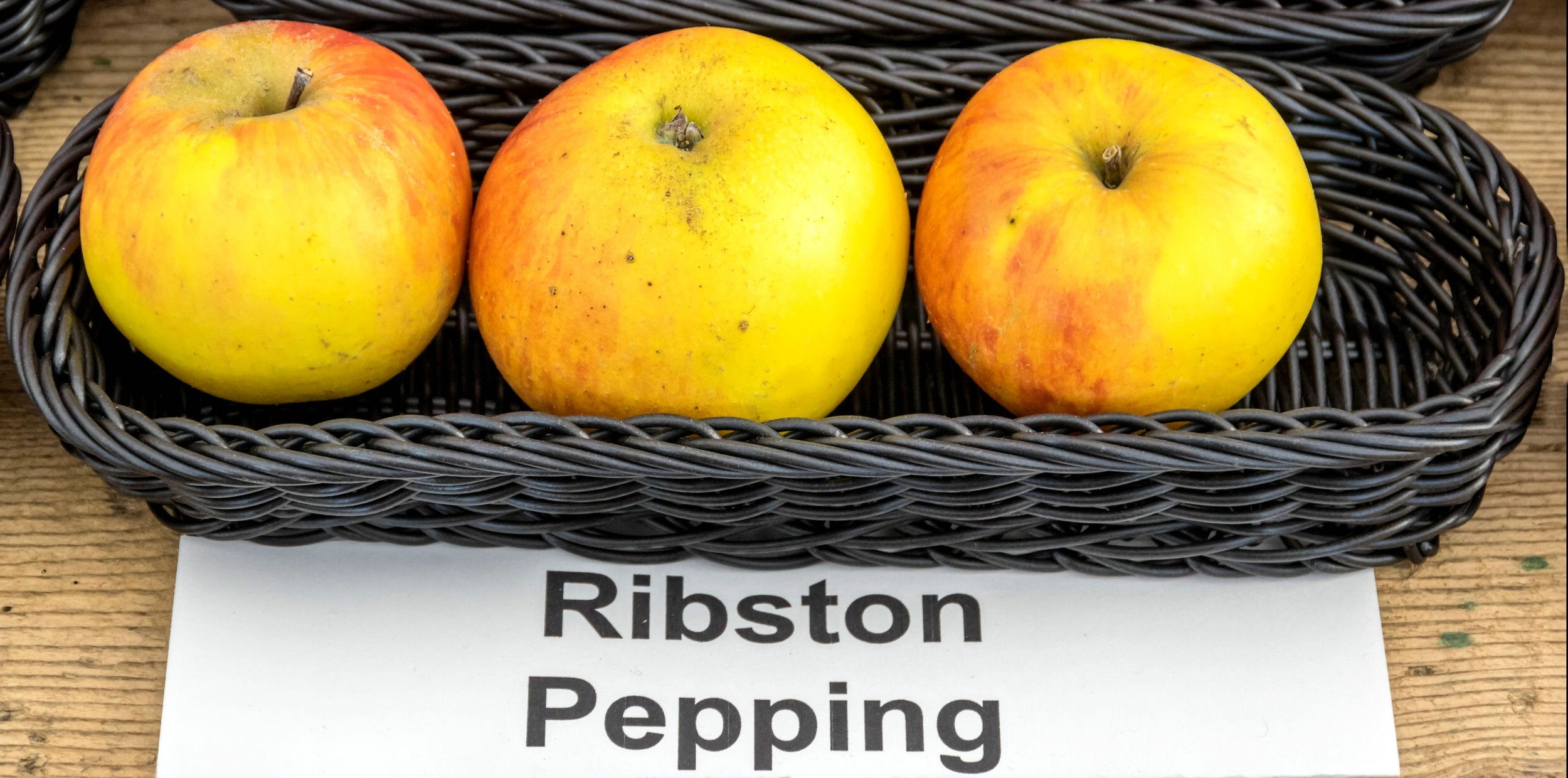
Ansicht der Frucht

## Sonstiges
Von der Sorte Ribston Pepping stammen zahlreiche Apfelsorten ab:
- Cox Orange – von Richard Cox als Zufallssämling gezüchtet
  - Holsteiner Cox – Zufallssämling
  - Alkmene – Kreuzung mit Geheimrat Dr. Oldenburg
  - Fiesta – Kreuzung mit Idared
  - Rubinette – Kreuzung mit Golden Delicious
  - Shampion – Kreuzung mit Golden Delicious
  - (evtl.) James Grieve – Zufallssämling
  - (evtl.) Ingrid Marie – Zufallssämling
  - Karmijn de Sonnaville
- Cox Pomona – von Richard Cox als Zufallssämling gezüchtet
- angeblich Berlepsch – Kreuzung mit Ananasrenette, neuere Analysen können dies nicht bestätigen